# Tristan Thomas
Tristan Thomas (* 23. Mai 1986 in Brisbane) ist ein australischer Leichtathlet, der sich auf den 400-Meter-Hürdenlauf spezialisiert hat. Er wird auch in der 4-mal-400-Meter-Staffel seines Landes eingesetzt.

## Sportliche Erfolge
Seine bis dato größten Erfolge feierte Thomas im Jahr 2009, als er den 400-Meter-Hürdenlauf bei der Sommer-Universiade in Belgrad für sich entschied.
Zudem konnte er die Bronzemedaille in der 4-mal-400-Meter-Staffel bei den Weltmeisterschaften 2009 in Berlin gewinnen. Gemeinsam mit John Steffensen, Ben Offereins und Sean Wroe musste sich Thomas im Staffelwettbewerb in 3:00,90 min nur den Teams aus den Vereinigten Staaten (2:57,86 min) und Großbritannien (3:00,53 min) geschlagen geben. Im Einzelwettbewerb über 400 Meter Hürden schied Thomas im WM-Halbfinale aus.
2008 wurde Thomas zudem Australischer Meister im 400-Meter-Hürdenlauf.

## Persönliche Bestzeiten
- 200-Meter-Lauf – 21,46 s, Melbourne (2008)
- 400-Meter-Lauf – 45,85 s, Canberra (2009)
- 800-Meter-Lauf – 1:47,83 min, Melbourne (2008)
- 400-Meter-Hürdenlauf – 49,61 s, Hobart (2009)